# Marcelle Meyer

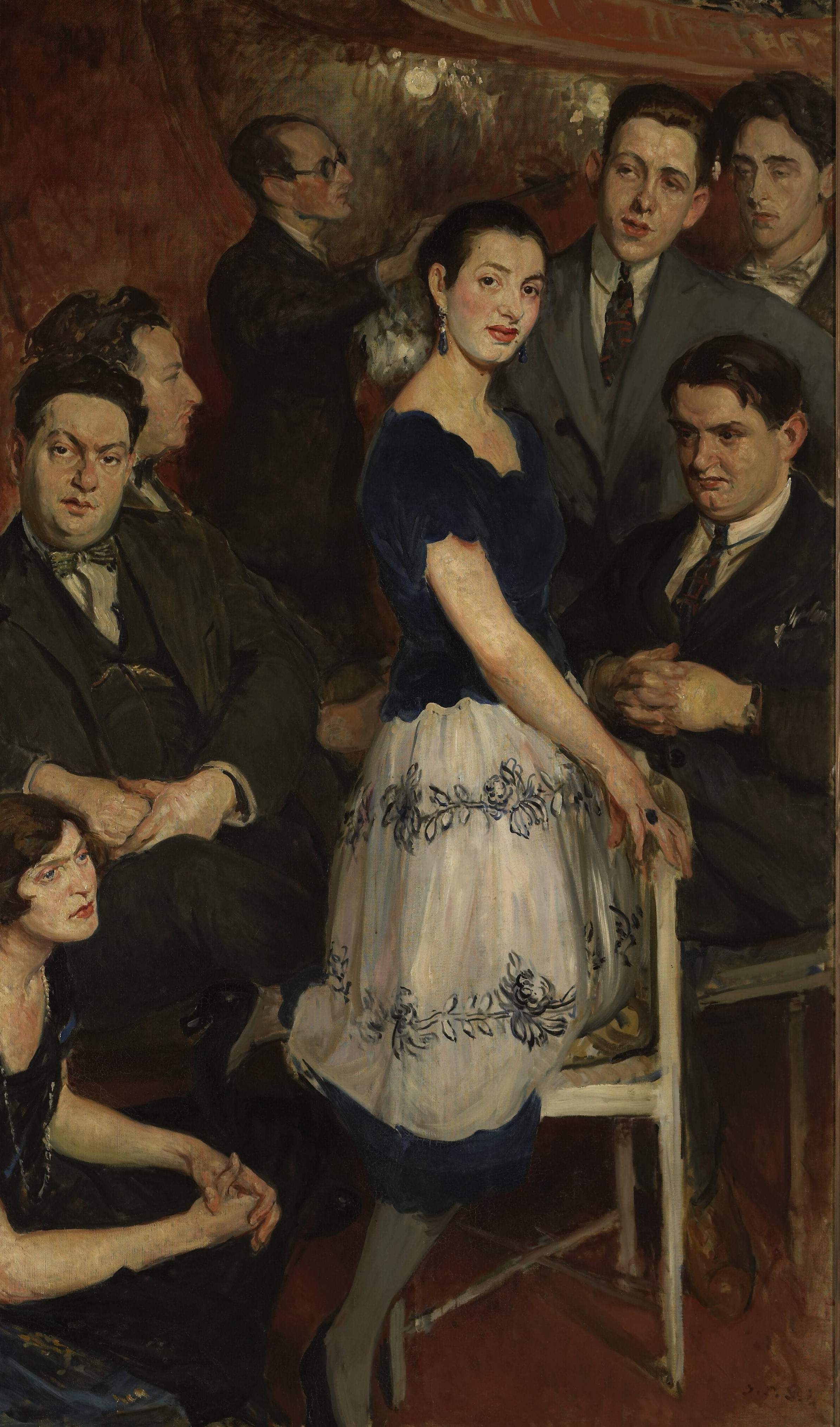
Marcelle Meyer im Kreise des Groupe des Six, 1922 von Jacques-Émile Blanche

Marcelle Meyer (* 22. Mai 1897 in Lille; † 17. November 1958 in Paris) war eine französische klassische Pianistin.

## Leben
Im Alter von fünf Jahren erhielt Marcelle Meyer von ihrer Schwester Germaine den ersten Klavierunterricht. 1911 wurde sie ins Pariser Konservatorium aufgenommen, studierte bei Alfred Cortot und Marguerite Long und erhielt mit 16 Jahren einen ersten Preis, als sie ein Klavierkonzert von Saint-Saëns vortrug. Sie setzte ihr Studium bei Ricardo Viñes fort, der sie mit Maurice Ravel bekanntmachte. Anlässlich der Uraufführung von Saties Parade begegnete sie Debussy, der ihr erklärte, wie seine Préludes zu spielen seien. Mit Francis Poulenc realisierte sie die Uraufführung seiner Klaviersonate zu vier Händen. In den frühen 1920er Jahren wirkte sie bei zahlreichen weiteren Uraufführungen mit, unter anderem von Strawinsky, Darius Milhaud, Arthur Honegger, Roland-Manuel und Igor Markevitch, und gab Rezitale im europäischen Ausland. Sie spielte regelmäßig im Duo mit Ida Jankélévitch (der Tochter von Samuel und Schwester von Vladimir Jankélévitch). Sie setzte sich auch mit französischen Clavecinisten wie François Couperin und Jean-Philippe Rameau, mit Johann Sebastian Bach und Domenico Scarlatti auseinander. Es gibt eine Aufnahme von Beethovens 5. Klavierkonzert aus dem Jahr 1956 mit ihr als Solistin.
1922 schuf der Maler Jacques-Émile Blanche ein Gruppenbild mit ihr, Jean Cocteau, Jean Wiener und fünf Mitgliedern des Groupe des Six. In der Zwischenkriegszeit galt Meyer als Muse der Pariser Avantgarde. Zu ihren Bewunderern gehören der Musikkritiker André Tubeuf und der Pianist Alexandre Tharaud, der wie sie Werke von Jean-Philippe Rameau auf dem Klavier eingespielt hat.
Marcelle Meyer starb 1958 in der Wohnung ihrer Schwester in Paris, als sie sich auf Einladung des Dirigenten Dimitri Mitropoulos auf eine Amerikatournee vorbereitete. Sie war in erster Ehe mit dem Schauspieler Pierre Bertin verheiratet, mit dem sie eine Tochter hatte. Ihre zweite Tochter stammt aus ihrer zweiten Ehe mit Carlo Di Vieto, einem italienischen Rechtsanwalt.

## Hörbeispiele
| Personendaten    | Personendaten                     |
| ---------------- | --------------------------------- |
| NAME             | Meyer, Marcelle                   |
| KURZBESCHREIBUNG | französische klassische Pianistin |
| GEBURTSDATUM     | 22. Mai 1897                      |
| GEBURTSORT       | Lille                             |
| STERBEDATUM      | 17. November 1958                 |
| STERBEORT        | Paris                             |